# Vitis wuhanensis
Vitis wuhanensis är en vinväxtart som beskrevs av Chao Luang Li. Vitis wuhanensis ingår i släktet vinsläktet, och familjen vinväxter. Utöver nominatformen finns också underarten V. w. arachnoidea.